# Milionia hypercallima
Milionia hypercallima là một loài bướm đêm trong họ Geometridae.